# آتندورم
شهر آتندورم (به آلمانی: Attendorn) در ایالت نوردراین-وستفالن در کشور آلمان واقع شده است.